# Wappen von Ruda Śląska
Das Wappen der Stadt Ruda Śląska (deutsch Ruda O.S.) besteht aus zwei durch Spaltung erzeugten Feldern. Es wurde Ende der 1990er Jahre eingeführt und beruht auf dem alten Wappen des Ortes Friedenshütte (Nowy Bytom).

## Aktuelles Wappen
Das 1998 eingeführte Wappen beruht auf dem Wappen von Nowy Bytom und zeigt vorne in Blau einen halben, goldenen Adler am Spalt (den Adler der oberschlesischen Piasten) und hinten ein Bildnis der Heiligen Barbara.

### Wappen von Nowy Bytom (Friedenshütte)
Das gegöpelte Wappen von Nowy Bytom zeigt neben dem Bildnis der Heiligen Barbara und dem oberschlesischen Adler im unteren Drittel ein Zahnrad. Oben ist eine gezinnte Mauerkrone mit drei Türmen, jeder hat mittig eine Schlüsselscharte.

### Wappen von 1966

Das Wappen von 1966

Das Wappen von 1966 zeigte vorne den polnischen Adler, hinten in den oberen 2/3 einen schwarzen Förderturm vor blauem Feld und im unteren Drittel die Farben Grün, Schwarz und Orange. Das Wappen wurde am 17. September 1966 vom Städtischen Nationalrat angenommen. Es sollte einerseits die Zugehörigkeit zu Polen darstellen, andererseits symbolisierte der Förderturm den im Ort wichtigen Bergbau. Das Wappen war in vielerlei Hinsicht nicht heraldisch korrekt und wechselte in den darauf folgenden Jahren regelmäßig seine Farben.